# حضارات ما قبل التاريخ (كتاب)
حضارات ما قبل التاريخ هو كتاب لمؤلفه خزعل الماجدي صدر عن دار الرافدين للنشر، ودار تكوين للنشر في طبعتين الأولى والثانية عام 2019. وموضوع الكتاب يتحدث عن حضارات ما قبل التاريخ، ويتتبعها عبر المصادر المختلفة، والآثار واللقى التي تؤرخ لتلك الحقب السحيقة.

## الوصف
ينقسم تاريخ الانسان إلى مرحلتين اساسيتين هما مرحلة ما قبل التاريخ التي تشمل 98% من تاريخ الإنسان، ومرحلة العصور التاريخية التي تشغل 2% من تاريخ الإنسان.
ولا شك ان هذا البون الشاسع بين حجمي المرحلتين زمنيا هو الدافع الاساسي الذي يجعلنا نتطلع بفضول إلى هذا التاريخ الطويل جداً لعصور ما قبل التاريخ الشحيحة المعلومات والتي تبدو مثل ليل طويل كان الإنسان غارقا فيه يكافح تحديات الزوال والانقراض قياسا إلى العصور التاريخية القصيرة ولكن المزدحمة، بأحداث وحضارات كثيرة حتى يومنا هذا.
عصور ما قبل التاريخ هي، ببساطة، عصور ما قبل الكتابة منذ أن ظهر الجنس البشري لأول مرة على وجه الأرض قبل حوالى 2.5 مليون سنة. فهذا هو عمر عصور ما قبل التاريخ وعلينا أن نتخيل كم هي المهمة صعبة وعسيرة، لكن علماء الآثار، الذين عملو بدأب متواصل لأكثر من قرنين من الآن استطاعوا أن يعطونا فكرة عامة جيدة عن هذه العصور، وبذلك نكون قد تمكنا من فهم الطريقة التي عاش فيها أسلافنا البشر القدماء على هذه الأرض وكيف أوصلوا الأمور إلى عتبات التاريخ الذي بدأ في سومر في حدود 3200 ق.م.
وتستغرق حضارة ما قبل التاريخ ما يقارب من 98% من حياة الإنسان على الأرض لكنها حضارة صامته بلا كتابة، سعى العلماء لاستنطاق آثارها عن طريق الفحص المختبري والتفسير العلمي والعقلي والتأويل ووصلوا إلى نتائج مهمة، ولن نبالغ إذا قلنا أن بدايات كل شيء من ديانة وفنون وثقافة وعلوم تكمن جذورها في هذه الحضارات. ويأتي هذه الكتاب بشروحة المفصلة لعصور وثقافات ما قبل التاريخ ووضعها في سياق تطوري وتصنيف دقيق لها ولمعطياتها الأثرية الجديدة ليعيد بناء وشرح زمنها الطويل في نقاط أساسية وخالية من الإيهام